# Aeroporto di Łódź Władysław Reymont
L'Aeroporto di Łódź Władysław Reymont (IATA: LCJ, ICAO: EPLL) è un aeroporto polacco situato a 6 km a sud-ovest di Łódź.
La struttura, intitolata alla memoria dello scrittore Władysław Reymont, è posta all'altitudine di 184 m / 604 ft ed è dotata di due terminal e di due piste, la principale con fondo in asfalto lunga 2 500 x 45 m (4 733 x 148 ft) con orientamento 07L/25R e dotata di sistemi di illuminazione HIRL, S e PAPI, ed una secondaria, parallela e con uguale orientamento e misure, con fondo erboso.
L'aeroporto è gestito da Port Lotniczy Łódź ed è aperto al traffico commerciale su voli nazionali ed internazionali.